# 东石寨
东石寨，位于中国福建省晋江市东石镇白沙村，为清初郑成功整军练武之所。依山临海，平面呈长方形，现存石砌寨墙长30多米；两个寨门为清康熙十六年（1677年）建，东“得胜门”，西“镇海门”；寨内有郑成功操练水师的水操台，占地面积1300多平方米。
附属文物白沙城遗址，位于东石寨对面，由“国姓城”和“虎耳港”组成。顺治十二年（1655年），郑军与清兵在此激战。现尚存白沙城残墙、国姓井和饮马槽，并屡有刀、戟、炮等兵器出土。2009年11月16日公布为第七批福建省文物保护单位。